# Museumsinsel (stacja metra)
Museumsinsel – stacja metra w Berlinie, na linii U5, w dzielnicy Mitte. Stacja została otwarta 9 lipca 2021 r.